# Max Biaggi
Massimiliano "Max" Biaggi je italský bývalý motocyklový závodník. Narodil se 26. června 1971 v Římě.
Bydlí v Monaku a ve Spojených státech.
Biaggi je také znám po přezdívkou "šílený Max". Legendárními se staly jeho souboje s Valentinem Rossim. Závodní kariéru ukončil na konci sezóny 2012.

## Kariéra

### Před vstupem do mistrovství světa
Jeho otec byl fotbalovým trenérem a Max Biaggi začínal ve sportu s fotbalem. Jeho závodní kariéra začala poté, co dostal k narozeninám Aprilii RS125. V roce 1990 vyhrál italský šampionát a o rok později evropský.

### Mistrovství světa

#### 1991–1993
V roce, kdy se stal evropským šampiónem ve třídě 125cc, debutoval také v mistrovství světa v kategorii 250cc na motocyklu Aprilia RS250. Svoji premiéru v mistrovství světa si odbyl při Velké ceně Evropy 1991 a závod pro něj skončil už po čtyřech kolech. V tomto roce startoval ještě ve Francii, Velké Británii a San Marinu. V šampionátu obsadil 27. místo se sedmi body.
V roce 1992 dojel na Aprilii celou sezónu. V úvodním závodě se sice kvalifikoval na 35. místě a závod nedokončil, ale následující Grand prix v Austrálii se dostal poprvé do první desítky jak v kvalifikaci, tak v závodě. Na velké ceně v Itálii poprvé stanul na stupních vítězů a tento počin si zopakoval i v následující Velké ceně Evropy a Německa.
Získal třikrát po sobě pole position (Evropa, Německo, Nizozemsko), v následujících čtyřech závodech nebodoval. V závěru sezóny vyjel v Brazílii pole position a v Jihoafrické republice poprvé v kariéře vyhrál.
V roce 1993 přešel k Hondě. V úvodním závodu doprovodil na stupně vítězů Haradu a Kocinskeho, ale následující dva závody nedokončil. V následujícím závodu ve Španělsku byl druhý. Po dalších třech neúspěšných závodech byl ve Velké ceně Evropy suverénní a po zisku pole position přzvítězil. Do konce sezóny podíval stanul na stupni vítězů ještě dvakrát a v konečném součtu obsadil 4. místo.

#### 1994–1997
V roce 1994 se vrátil k Aprilii a ovládl dva úvodní podniky v Austrálii a Malajsii. Následující závody vyhráli Okada, Ruggia a dva závody poté Loris Capirossi. Biaggi získal pouze dvě druhá místa. Po šesti závodech ale stále vedl "černý pirát" o 1 bod před Capirossim. Zraněný Harada již o titul nebojoval. V Assenu opět zvítězil Max Biaggi, ale v domácí velké ceně v Mugellu upadl. Dále zvítězil až v Brně a před posledním závodem, který se konal v Barceloně, měl na druhého Okadu náskok 8 bodů. Závod opanoval a získal svůj první titul. Sezóna byla pro Maxe mimořádně úspěšná, když vyhrál 5x závod a 7× kvalifikaci. V této sezóně 1994 se pokaždé kvalifikoval do první řady.
Biaggi do dalšího ročníku nastupoval jako úřadující šampión, titul obhajoval před hlavními rivaly Haradou, Okadou, Ruggiou a Waldmannem. Australské vítězství z loňska sice neobhájil, ale v malajsijském Shah Alam zaslouženě vyhrál. V Suzuce zaznamenal nejhorší výsledek v sezóně (9. místo) a ztratil vedoucí pozici v šampionátu. Od dalšího závodu ve Španělsku nezajel do konce sezóny hůře než na 2. místě. Vyjel svůj první hattrick v kariéře, když vyhrál Velké ceny Německa, Itálie a Nizozemska. V Buenos Aires nestartoval v první řadě poprvé od Velké ceny FIM 1993. Biaggi získal druhý titul dva závody před koncem sezóny.
Start do sezóny 1996 byl vůbec nejlepší z celé jeho kariéry. Z prvních šesti závodů jich vyhrál pět a jeden dojel jako druhý. V následujících dvou závodech v Assenu a na Nürburgringu byl poražen Waldmannem a Fuchsem. Stejně jako v roce 1995 zvítězil v Doningtonu. Na rakouském okruhu A1-ring nebodoval, závod vyhrál Waldmann. Od té doby Biaggi buď vyhrál nebo závod nedokončil. Brno a Barcelonu vyhrál, v Imole a v Riu de Janeiro nedojel. V posledním závodu v Austrálii bojovali o titul Biaggi (249 bodů) a Waldmann (248 bodů). Biaggi získal třetí titul v řadě. Během sezóny se objevily problémy uvnitř týmu Aprilia a Max Biaggi odešel k Hondě.
Po přestupu chtěl dokázat, že umí vyhrát na jakémkoliv stroji a vyhrát tak titul počtvrté v řadě, což se ve třídě 250cc ještě nikomu nepodařilo.
V Malajsii vyhrál počtvrté za sebou. V Suzuce neuspěl žádný z favoritů, Biaggi dojel sedmý. Ve Španělsku podlehl Waldmannovi a Haradovi, ale v Mugellu zvítězil po souboji s krajanem Capirossim a vrátil se do čela průběžné klasifikace. V Nizozemsku byl diskvalifikován, ale v Imole byl první. Poté přišli tři závody bez stupňů vítězů. V německém Nürburgringu sice mohl vyhrát, ale chyba Jacqua ho odsunula až na 4. místo. V Brně, kde již třikrát zvítězil, byl Biaggi favoritem a zvítězil počtvrté. V Katalánsku prohrál s Waldmannem a v Indonésii vyhrál. V posledním závodě dojel na druhém místě a získal tak čtvrtý titul ve třídě 250cc.
Poté Max Biaggi vstoupil s týmem Kanemoto-Honda do třídy 500cc.

#### 1998
Ačkoliv tentokrát neměl tovární podporu, dokázal Biaggi fantastický kousek. Ve svém prvním závodě v královské třídě suverénně ovládl jak kvalifikaci, tak závod. Další tři závody stanul na stupních vítězů a rázem se stal nejbližším pronásledovatelem suveréna Doohana. Po Velké ceně Francie Max své vedení v šampionátu ztratil, ale v Madridu po výpadku Doohana se do jeho čela opět vrátil. V Assenu se slavným Australanem prohrál přímý souboj stejně jako v Sachsenringu. Poté přišlo Brno a Italův triumf, mezitím co jeho sok upadl a nedokončil. Tam předvedl nezapomenutelný kousek, když v rychlosti 200 km/h při projetí cílem dokázal svůj stroj postavit na zadní kolo tak, že málem havaroval. Tento moment se stal jedním z nezapomenutelných kousků celé jeho kariéry. Třetí místo v italské Imole bylo ještě dobrý výsledek, ale pak už se mu tolik nedařilo a hlavně díky své nedisciplinovanosti přišel o vítězství v Barceloně diskvalifikací. Doohan vyhrál poslední dva závody a titul měl ve svých rukou. Biaggi díky pádu Alexe Criville v Argentině uhájil druhé místo v konečném součtu bodů a stal se jedním z nejúspěšnějších nováčků královské třídy. Věděl, že na další rok nemá šanci bojovat s továrními stroji Repsol-Honda a rozhodl se přestoupit do Yamahy.

#### 1999
V testech to vypadalo, že by mohl Max bojovat o vítězství stejně jako v předchozím roce. Přestože v kvalifikaci na úvodní závod v Malajsii Ital vyjel druhou pozici, tak v závodě už to moc slavné nebylo. Po deseti kolech musel odstoupit pro technickou závadu. V Japonsku zase absolvoval první závod v dešti ve třídě 500cc a dokončil až devátý. Ve Španělsku svedl souboj s Crivillem, ale prohrál. Nepříjemný závod zažil Max v Le Mans, když v závodě upadl a zlomil si prsty na obou rukou.
I s tímto handicapem předvedl fantastický závod na domácím Mugellu. Startoval až jako třináctý, ale v závodě se dostal až do vedení a sváděl souboj s Crivillem. Španěl ho připravil o vítězství až v poslední zatáčce a po závodě byl Ital tak vyčerpán, že musel dokonce vyhledat lékaře. Problémy s nastavením Yamahy často zapříčinily jeho pád jako třeba v Barceloně a na Sachsenringu. Zadařilo se až v Brně, ale ani tam to na stupně vítězů nestačilo. Třetí místo v Imole však nastartovalo jeho zdařilejší výsledky do konce sezóny. Předvedl mnoho krásných soubojů, jako například v Austrálii, kde až v závěru těsně podlehl Okadovi. Konečná úleva pro Biaggiho přišla až v Jihoafrické republice. Porazil Repsol Hondy a zaslouženě vyhrál. Poslední dva závody byly v režii jezdců Norick Abe, Biaggi a Roberts jr a Max z těchto soubojů vyšel pokaždé jako druhý.
Sezóna tedy nepatřila k těm nejúspěšnějším, ale Max Biaggi věřil ve zlepšení.

#### 2000
Max počítal s tím, že sezóna bude úspěšnější než ta předchozí, ale opak byl pravdou. Hned v Jihoafrické republice ho zastavila porucha. V Malajsii obsadil 4. místo, ale poté tři závody nedokončil, přestože do každého z nich startoval z první řady. V italském Mugellu to vypadlo velice nadějně, ale Biaggi v posledním kole upadl ze druhé pozice. Dokázal však svůj stroj zvednout a dokončit na 9. místě. Poté čtyři závody sice dokončil, ale s nikterak velkým úspěchem. Před Maxovou oblíbenou brněnskou velkou cenou mu patřila v bodování až jedenáctá pozice s tím, že ještě letos nestál ani jednou na stupních vítězů. Na Masarykově okruhu v Brně však přišel zlom a po získané pole position suverénně triumfoval i v závodě. V Portugalsku svedl souboje s Robertsem a Rossim, ale nakonec je prohrál a dojel čtvrtý. Valencie znamenala opět stupně vítězů a souboj trojice Biaggi, Roberts a Rossi. V Brazílii byl pouze tři desetiny za pódiovým umístěním, ale v Motegi si vše nahradil a dokončil jako třetí. Poslední závod přinesl nevídané drama. Biaggi startoval až z dvanácté pozice, ale postupně se propracoval kupředu a v 16. kole už vedl startovní pole. O vítězství sváděl boje s Capirossim, Rossim, Abem, McCoyem a dalšími. Devět jezdců do posledních chvílí bojovalo mezi sebou ve skupině. Vítězně však sezónu zakončil Biaggi a nakonec obsadil celkovou třetí pozici v konečném součtu.
Tato sezóna byla hlavně začátkem legendární rivality mezi Biaggim a Rossim.

#### 2001
Tentokrát Maxovi připravila Yamaha stroj schopný vítězit. Hned v Japonsku se stal kontroverzní moment, když Biaggi vystrčil svého velkého rivala Rossiho z tratě. Mladý Ital mu to však o dvě kola později agresivním předjížděcím manévrem vrátil a ukázal Biaggimu prostředníček. Oba jezdci byli po závodě přizváni na kobereček a napomenuti. Následující dva závody Rossi vyhrál, mezitím co Max z nich vytěžil pouhých 13 bodů a stál v bodování až na šestém místě. Francouzskou velkou cenu však ovládl suverénně a v bláznivém Mugellu se opět postavil na stupně vítězů. Další závod byl představením stíhacích jízd Rossiho a Biaggiho,kteří obsadili první dvě pozice. Souboj těchto dvou jezdců se přenesl i do Assenu. Tam ale tentokrát vyhrál Biaggi po předčasně ukončeném závodě. Donington patřil Rossimu a Sachsenring zase Biaggimu. Po devíti závodech tak oba jezdce dělilo pouhých 10 bodů. Zlom nastal v Brně. Biaggi vedl před Rossim když najednou podlehl tlaku mladšího krajana a upadl, dokázal však svoji motorku zvednout a dokončil závod na 10. místě.Po závodě sám Valentino Rossi přiznal, že se ho jen zuby nehty držel. V Portugalsku mizérie pokračovala a opět přišel pád a neuspokojivý výsledek. V mokré Valencii sice Biaggi předjel Rossiho a dokončil před ním, ale šlo pouze o 10. a 11. místo. Max tak stáhl pouhý bod. Drama pokračovalo i v Motegi, ale pouze do šestého kola. Max Biaggi opět upadl, ale tentokrát už svůj stroj nezvedl. O titulu se zdálo být rozhodnuto. Kvalifikaci však vyhrál a ukázal, že bude bojovat až do samotného konce. V snad nejkrásnější bitvě sezóny však podlehl a titul putoval do Rossiho rukou. V Malajsii opět nedokončil pro pád a sezónu uzavřel třetím místem v Brazílii. Pro následující sezónu byla zavedena nová třída MotoGP.

#### 2002
Katastrofální byl pro Maxe start do sezóny 2002. Za první tři závody získal pouhých 7 bodů. Yamaha se na první sezónu kategorie MotoGP nepřipravila na rozdíl od tovární Hondy vůbec dobře. Až ve Francii se po souboji s oběma Repsol Hondami podíval na stupně vítězů. V Itálii se o prvenství přetahoval s Rossim, ale nakonec si mladšího krajana nechal ujet a dojel si "pouze" pro druhé místo. V Katalánsku startoval sice z pole-position, ale v závodě dojel těsně pod stupni vítězů. Stejný výsledek zopakoval i v holandském Assenu. Poté následovalo velmi plodné období tří závodů, ve kterých Max dosáhl na druhá místa ve Velké Británii a Německu a vítězství na oblíbeném okruhu v Brně. Na českém okruhu se dlouho bojovalo mezi Biaggim a Rossim a i když Biaggi ani na kolo neztratil vedení tak většina fanoušků čekala Rossiho útok v samém závěru. V tom ale Rossimu 7 kol před koncem vypověděla službu pneumatika a trojnásobný šampión musel zajet do boxů. Biaggi tak závod dotáhl do vítězného konce a přerušil tím Rossiho sérii sedmi vyhraných závodů. Promoklý portugalský okruh Estoril znamenal návrat k nenápadným výsledkům, avšak v Brazílii se stal opět jediným konkurentem Valentina Rossiho. Za cíl si dal dokončit šampionát na konečném druhém místě. Velkou cenu Pacifiku nedokončil, zatímco v horké Malajsii si počínal suverénně a zaslouženě vyhrál. V Austrálii měl problémy za sebou udržet dvoutaktní motocykly. V poklidu si v posledním podniku roku dojel pro stupně vítězů a obhájil titul vicemistra za Valentinem Rossim. Letošní problémy Yamahy přiměly Maxe k odchodu do Hondy týmu Sita Ponse.

#### 2003
Rok 2003 byl v očekávání zda Max Biaggi bude atakovat mistrovský trůn Valentina Rossiho. Všechno tomu nasvědčovalo když dostal motocykl Honda i když ne s takovou tovární podporou jako měl Rossi.
Na rozdíl od předchozí sezóny začal dobře, když v tragické Velké ceně Japonska získal druhé místo a v jihoafrické velké ceně třetí místo. Oba italští rivalové však museli pro letošek počítat i se Setem Gibernauem, který vyhrál druhý podnik roku. Španělský Jerez ovládl opět Rossi před Biaggim a oba tak okupovali i první dvě místa v bodování. V Le Mans totálně zaostal za Rossim a Gibernauem jak v suché části závodu tak v té mokré. Překvapivě podlehl v Mugellu krajanovi Capirossimu a dojel až třetí mezitím co vyhrál Rossi. V Barceloně se Maxovi také nedařilo a po zpackané kvalifikaci bojoval o stupně vítězů než se v předposledním kole ocitl mimo trať a dokončil na 14. místě. Na lepší časy se opět zablýsklo v Assenu. Biaggi na vodě dotáhl svůj motocykl na skvělém druhém místě když nestačil pouze na Gibernaua. První pole-position v sezóně si vyjel v Donington Parku a v závodě dojel opět jako druhý do té doby, než byl po závodě penalizován Valentino Rossi a Biaggi se tak posunul na první místo. Zdálo se, že šílenému Maxovi vyhoupla forma nahoru a pole-position v Německu to jen potvrdila. Jenže start jednoznačně pokazil a po prvním kole mu patřila až nelichotivá 10. pozice. Musel se tak prokousávat polem nahoru a ve 13. kole byl dokonce na 3. místě, ale hned v následujícím kole upadl a skončil. Po pátém, druhém a čtvrtém místě přišla Velká cena Japonska třetí pole-position v sezóně.Závod skončil stejně fantasticky jako kvalifikace,když mu k triumfu opět pomohla chyba Rossiho, který se ocitl mimo trať. V Sepangu byl opět až ten třetí za Rossim a Gibernauem a na Philip Islandu pro změnu chyboval a obsadil až nebodované 17. místo. Poslední závod ve Valencii dokončil pod stupni vítězů a uzavřel tak sice spolehlivou ale výsledkově nedobrou sezónu. Během většiny sezóny nedokázal držet tempo dvojice Rossi-Gibernau a tudíž se musel spokojit s celkovým 3. místem s bodovým přídělem 228 bodů.

#### 2004
Otázka tak tentokrát zněla jestli Biaggi udrží krok s Rossim a Gibernauem. Ve Welkomu se představil výborně. Svedl krásný souboj s Rossim o vítězství, ale nakonec prohrál. Na Gibernaua ve Španělsku nestačil, ale bylo z toho opět skvělé druhé místo. Ve Francii a Itálii stanul opět na stupně vítězů, ovšem v Katalánsku to už tak slavné nebylo. Osmá pozice v závodě Maxe neuspokojila. Výsledek se přenesl i do následujícího závodu, kde v kvalifikaci dokončil jako dvanáctý. Biaggi do cíle nakonec dorazil jako čtvrtý a v Riu byl poražen svým týmovým kolegou Makoto Tamadou. Maxův nejpodařenější závod se uskutečnil v Německu. Pole-position a vybojované vítězství po bitvě s Barrosem znamenalo návrat do boje o titul. Rossi měl 139 bodů, Biaggi 138 bodů a Gibernau 126 bodů. Nezvládnutý závod v Británii však znamenal opět vzdálení se boje o mistrovskou korunu. Ani na oblíbeném okruhu v Brně neporazil dvojici rivalů stejně jako v Portugalsku a Japonsku. Tam zase pro změnu nedokončil pro pád ani první kolo. Premiérová Velká cena Kataru Maxovi také nevyhovovala, protože se na startovním roštu postavil až na 24. místo. V průběhu závodu se prokousal polem až na konečné 6. místo. Před Maxem bylo zvládnout poslední tři závody sezóny a co se týče malajského Sepangu tak to zvládl, když skončil na 2. místě. Další závod to na lepší jak 7. místo nestačilo a poslední závod ve Valencii dokončil opět druhý, když jako jediný dokázal držet krok s Rossim. Sezóna tak potvrdila, že Max Biaggi i přes relativně stabilní výkony je za zenitem své rychlosti. Pro následující sezónu se upsal týmu Repsol-Honda a dostal tak příležitost dokázat s čistě továrním motocyklem, že je stále konkurenceschopný.

#### 2005
Na začátku sezóny ještě nikdo, ani sám Max netušil, že vstupuje do své poslední sezóny v MotoGP. Začátek sezóny nebyl tak špatný, když se mu podařilo stanout na bedně v Portugalsku a doma v Itálii. Tam dokonce potrápil svého věčného rivala Rossiho. Po Velké ceně Japonska mu dokonce patřila druhá pozice v průběžné klasifikaci, hned za suverénním Rossim. Poté ale začaly Maxovy nepřesvědčivé výkony a k tomu problémy uvnitř týmu. To vyvrcholilo roztržkou po Velké ceně Turecka, kde skončil Max až na dvanáctém místě a dával to za vinu hlavně motorce. Ve Valencii dojel Ital svůj poslední závod v MotoGP šestém místě. Poslední sezóna neskončila nijak slavně. Žádné vítězství na kontě, pouze dvě druhá místa, byla pro velkou postavu motocyklové historie příliš málo. Dokonce snad opět mělo dojít k nějakému kontroverzními vyjádření na adresu Hondy a proto na další rok o své místo přišel. A nejen to, nesehnal angažmá v žádném dalším týmu. Zástupci Hondy byli totiž některými Biaggiho výroky na svou adresu tak pohoršeni, že prohlásili, že Biaggi již nikdy na žádný jejich motocykl neusedne a mluvilo se o tom, že Honda se v zákulisním přestupovém kolotoči usilovně angažovala, aby Biaggi nedostal k dispozici ani motocykl žádné jiné značky. Nakonec to opravdu tak dopadlo a Biaggi tím bohužel vcelku neslavně na scéně Grand prix skončil. Ještě v roce 2007 se objevovaly spekulace o Maxově návratu do Mistrovství světa. Šílený Max však nepověsil přilbu na hřebík a zkusil štěstí také v Mistrovství světa superbiků.

## Kompletní výsledky Maxe Biaggiho

### Mistrovství světa silničních motocyklů
| Legenda k tabulce | Legenda k tabulce                                                                       |
| Barva             | Výsledek                                                                                |
| ----------------- | --------------------------------------------------------------------------------------- |
| Zlatá             | Vítěz                                                                                   |
| Stříbrná          | 2. místo                                                                                |
| Bronzová          | 3. místo                                                                                |
| Zelená            | Bodované umístění                                                                       |
| Modrá             | Nebodované umístění                                                                     |
| Modrá             | Dokončil neklasifikován (NC)                                                            |
| Fialová           | Odstoupil (Ret)                                                                         |
| Červená           | Nekvalifikoval se (DNQ)                                                                 |
| Červená           | Nepředkvalifikoval se (DNPQ)                                                            |
| Černá             | Diskvalifikován (DSQ)                                                                   |
| Bílá              | Nestartoval (DNS)                                                                       |
| Bílá              | Závod zrušen (C)                                                                        |
| Světle modrá      | Pouze trénoval (PO)                                                                     |
| Světle modrá      | Páteční testovací jezdec (TD)                                                           |
| Bez barvy         | Netrénoval (DNP)                                                                        |
| Bez barvy         | Vyřazen (EX)                                                                            |
| Bez barvy         | Nepřijel (DNA)                                                                          |
| Bez barvy         | Odvolal účast (WD)                                                                      |
| Bez barvy         | Nezúčastnil se (prázdné)                                                                |
| Označení          | Význam                                                                                  |
| Tučnost           | Pole position                                                                           |
| Kurzíva           | Nejrychlejší kolo                                                                       |
| †                 | Jezdec nedojel do cíle, ale byl klasifikován, protože odjel více než 90 % délky závodu. |
| ‡                 | Byl udělován poloviční počet bodů, protože bylo odjeto méně než 75 % délky závodu.      |
| Horní index       | Umístění bodujících jezdců ve sprintu                                                   |

| Rok  | Třída  | Tým                          | Továrna | 1       | 2      | 3       | 4       | 5       | 6       | 7       | 8       | 9       | 10      | 11      | 12      | 13      | 14      | 15      | 16     | 17    | Body | Umístění  |
| ---- | ------ | ---------------------------- | ------- | ------- | ------ | ------- | ------- | ------- | ------- | ------- | ------- | ------- | ------- | ------- | ------- | ------- | ------- | ------- | ------ | ----- | ---- | --------- |
| 1991 | 250cc  | Team Italia                  | Aprilia |         |        |         |         |         |         |         | EUR Ret |         | FRA 13  | GBR Ret | RSM 12  |         |         |         |        |       | 7    | 27. místo |
| 1992 | 250cc  | Telkor Valesi Racing         | Aprilia | JPN Ret | AUS 8  | MAL Ret | SPA 10  | ITA 3   | EUR 3   | GER 2   | NED Ret | HUN Ret | FRA DNS | GBR Ret | BRA 2   | RSA 1   |         |         |        |       | 78   | 5. místo  |
| 1993 | 250cc  | Rothmans Kanemoto Honda      | Honda   | AUS 3   | MAL 17 | JPN Ret | SPA 2   | AUT 5   | GER 4   | NED Ret | EUR 1   | RSM 5   | GBR 6   | CZE 2   | ITA Ret | USA Ret | FIM 3   |         |        |       | 142  | 4. místo  |
| 1994 | 250cc  | Chesterfield Aprilia         | Aprilia | AUS 1   | MAL 1  | JPN 4   | SPA Ret | AUT 2   | GER 2   | NED 1   | ITA Ret | FRA 3   | GBR Ret | CZE 1   | USA 2   | ARG 2   | EUR 1   |         |        |       | 234  | 1. místo  |
| 1995 | 250cc  | Chesterfield Aprilia         | Aprilia | AUS 3   | MAL 1  | JPN 9   | SPA 2   | GER 1   | ITA 1   | NED 1   | FRA 2   | GBR 1   | CZE 1   | BRA 2   | ARG 1   | CAT 1   |         |         |        |       | 283  | 1. místo  |
| 1996 | 250cc  | Chesterfield Aprilia         | Aprilia | MAL 1   | INA 2  | JPN 1   | SPA 1   | ITA 1   | FRA 1   | NED 3   | GER 4   | GBR 1   | AUT Ret | CZE 1   | IMO Ret | CAT 1   | BRA Ret | AUS 1   |        |       | 274  | 1. místo  |
| 1997 | 250cc  | Marlboro Team Kanemoto Honda | Honda   | MAL 1   | JPN 7  | SPA 3   | ITA 1   | AUT 3   | FRA 2   | NED DSQ | IMO 1   | GER 4   | BRA 5   | GBR Ret | CZE 1   | CAT 2   | INA 1   | AUS 2   |        |       | 250  | 1. místo  |
| 1998 | 500cc  | Marlboro Team Kanemoto       | Honda   | JPN 1   | MAL 3  | SPA 3   | ITA 2   | FRA 5   | MAD 6   | NED 2   | GBR 6   | GER 2   | CZE 1   | IMO 3   | CAT DSQ | AUS 8   | ARG 5   |         |        |       | 208  | 2. místo  |
| 1999 | 500cc  | Marlboro Yamaha Team         | Yamaha  | MAL Ret | JPN 9  | SPA 2   | FRA Ret | ITA 2   | CAT Ret | NED 5   | GBR 4   | GER Ret | CZE 4   | IMO 3   | VAL 7   | AUS 2   | JAR 1   | BRA 2   | ARG 2  |       | 194  | 4. místo  |
| 2000 | 500cc  | Marlboro Yamaha Team         | Yamaha  | JAR Ret | MAL 4  | JPN Ret | SPA Ret | FRA Ret | ITA 9   | CAT 5   | NED 4   | GBR 9   | GER 4   | CZE 1   | POR 4   | VAL 3   | BRA 5   | MOT 3   | AUS 1  |       | 170  | 3. místo  |
| 2001 | 500cc  | Marlboro Yamaha Team         | Yamaha  | JPN 3   | JAR 8  | SPA 11  | FRA 1   | ITA 3   | CAT 2   | NED 1   | GBR 2   | GER 1   | CZE 11  | POR 5   | VAL 10  | MOT Ret | AUS 2   | MAL Ret | BRA 3  |       | 219  | 2. místo  |
| 2002 | MotoGP | Marlboro Yamaha Team         | Yamaha  | JPN Ret | JAR 9  | SPA DSQ | FRA 3   | ITA 2   | CAT 4   | NED 4   | GBR 2   | GER 2   | CZE 1   | POR 6   | BRA 2   | MOT Ret | MAL 1   | AUS 6   | VAL 3  |       | 215  | 2. místo  |
| 2003 | MotoGP | Camel Pramac Pons            | Honda   | JPN 2   | JAR 3  | SPA 2   | FRA 5   | ITA 3   | CAT 14  | NED 2   | GBR 1   | GER Ret | CZE 5   | POR 2   | BRA 4   | MOT 1   | MAL 3   | AUS 17  | VAL 4  |       | 228  | 3. místo  |
| 2004 | MotoGP | Camel Honda                  | Honda   | JAR 2   | SPA 2  | FRA 3   | ITA 3   | CAT 8   | NED 4   | BRA 2   | GER 1   | GBR 12  | CZE 3   | POR Ret | JPN Ret | QAT 6   | MAL 2   | AUS 7   | VAL 2  |       | 217  | 3. místo  |
| 2005 | MotoGP | Repsol Honda Team            | Honda   | SPA 7   | POR 3  | CHN 5   | FRA 5   | ITA 2   | CAT 6   | NED 6   | USA 4   | GBR Ret | GER 8   | CZE 3   | JPN 2   | MAL 6   | QAT Ret | AUS Ret | TUR 12 | VAL 6 | 173  | 5. místo  |

### Mistrovství světa superbiků
| Legenda k tabulce | Legenda k tabulce                                                                       |
| Barva             | Výsledek                                                                                |
| ----------------- | --------------------------------------------------------------------------------------- |
| Zlatá             | Vítěz                                                                                   |
| Stříbrná          | 2. místo                                                                                |
| Bronzová          | 3. místo                                                                                |
| Zelená            | Bodované umístění                                                                       |
| Modrá             | Nebodované umístění                                                                     |
| Modrá             | Dokončil neklasifikován (NC)                                                            |
| Fialová           | Odstoupil (Ret)                                                                         |
| Červená           | Nekvalifikoval se (DNQ)                                                                 |
| Červená           | Nepředkvalifikoval se (DNPQ)                                                            |
| Černá             | Diskvalifikován (DSQ)                                                                   |
| Bílá              | Nestartoval (DNS)                                                                       |
| Bílá              | Závod zrušen (C)                                                                        |
| Světle modrá      | Pouze trénoval (PO)                                                                     |
| Světle modrá      | Páteční testovací jezdec (TD)                                                           |
| Bez barvy         | Netrénoval (DNP)                                                                        |
| Bez barvy         | Vyřazen (EX)                                                                            |
| Bez barvy         | Nepřijel (DNA)                                                                          |
| Bez barvy         | Odvolal účast (WD)                                                                      |
| Bez barvy         | Nezúčastnil se (prázdné)                                                                |
| Označení          | Význam                                                                                  |
| Tučnost           | Pole position                                                                           |
| Kurzíva           | Nejrychlejší kolo                                                                       |
| †                 | Jezdec nedojel do cíle, ale byl klasifikován, protože odjel více než 90 % délky závodu. |
| ‡                 | Byl udělován poloviční počet bodů, protože bylo odjeto méně než 75 % délky závodu.      |
| Horní index       | Umístění bodujících jezdců ve sprintu                                                   |

| Rok  | Tým                         | Továrna | Závod    | 1         | 2             | 3             | 4          | 5                  | 6            | 7                  | 8          | 9                  | 10                 | 11            | 12      | 13          | 14          | Body | Umístění |
| ---- | --------------------------- | ------- | -------- | --------- | ------------- | ------------- | ---------- | ------------------ | ------------ | ------------------ | ---------- | ------------------ | ------------------ | ------------- | ------- | ----------- | ----------- | ---- | -------- |
| 2007 | Alstare Suzuki Corona Extra | Suzuki  |          | Katar     | Austrálie     | Evropská unie | Španělsko  | Nizozemsko         | Itálie       | Spojené království | San Marino | Česko              | Spojené království | Německo       | Itálie  | Francie     |             | 397  | 3. místo |
| 2007 | Alstare Suzuki Corona Extra | Suzuki  | 1. jízda | QAT 1     | AUS 3         | EUR 3         | SPA 8      | NED 6              | ITA 3        | GBR 6              | RSM Ret    | CZE 2              | GBR 3              | GER 2         | ITA 1   | FRA 6       |             | 397  | 3. místo |
| 2007 | Alstare Suzuki Corona Extra | Suzuki  | 2. jízda | QAT 2     | AUS 4         | EUR 2         | SPA 2      | NED 3              | ITA 5        |                    | RSM 3      | CZE 1              | GBR 8              | GER 3         | ITA 2   | FRA 2       |             | 397  | 3. místo |
| 2008 | Sterilgarda Go Eleven       | Ducati  |          | Katar     | Austrálie     | Španělsko     | Nizozemsko | Itálie             | USA          | Německo            | San Marino | Česko              | Spojené království | Evropská unie | Itálie  | Francie     | Portugalsko | 238  | 7. místo |
| 2008 | Sterilgarda Go Eleven       | Ducati  | 1. jízda | QAT 2     | AUS Ret       | SPA 16        | NED 10     | ITA 5              | USA 9        | GER 13             | RSM Ret    | CZE 4              | GBR 3              | EUR 3         | ITA 2   | FRA 4       | POR Ret     | 238  | 7. místo |
| 2008 | Sterilgarda Go Eleven       | Ducati  | 2. jízda | QAT 3     | AUS Ret       | SPA 8         | NED 12     | ITA Ret            | USA 4        | GER 7              | RSM 2      | CZE 3              | GBR 12             | EUR 6         | ITA Ret | FRA 6       | POR 13      | 238  | 7. místo |
| 2009 | Aprilia Racing              | Aprilia |          | Austrálie | Katar         | Španělsko     | Nizozemsko | Itálie             | Jižní Afrika | USA                | San Marino | Spojené království | Česko              | Německo       | Itálie  | Francie     | Portugalsko | 319  | 4. místo |
| 2009 | Aprilia Racing              | Aprilia | 1. jízda | AUS 11    | QAT 3         | SPA 8         | NED 5      | ITA 11             | JAR 5        | USA 5              | RSM 13     | GBR 2              | CZE 1              | GER 5         | ITA 2   | FRA 3       | POR 3       | 319  | 4. místo |
| 2009 | Aprilia Racing              | Aprilia | 2. jízda | AUS 15    | QAT 3         | SPA 8         | NED Ret    | ITA 5              | JAR 5        | USA 4              | RSM 10     | GBR 21             | CZE 2              | GER 4         | ITA 4   | FRA 2       | POR 6       | 319  | 4. místo |
| 2010 | Aprilia Alitalia            | Aprilia |          | Austrálie | Portugalsko   | Španělsko     | Nizozemsko | Itálie             | Jižní Afrika | USA                | San Marino | Česko              | Spojené království | Německo       | Itálie  | Francie     |             | 451  | 1. místo |
| 2010 | Aprilia Alitalia            | Aprilia | 1. jízda | AUS 5     | POR 1         | SPA 2         | NED 6      | ITA 1              | JAR 4        | USA 1              | RSM 1      | CZE 2              | GBR 5              | GER 4         | ITA 11  | FRA 4       |             | 451  | 1. místo |
| 2010 | Aprilia Alitalia            | Aprilia | 2. jízda | AUS 8     | POR 1         | SPA 3         | NED 4      | ITA 1              | JAR 3        | USA 1              | RSM 1      | CZE 1              | GBR 6              | GER 5         | ITA 5   | FRA 1       |             | 451  | 1. místo |
| 2011 | Aprilia Alitalia            | Aprilia |          | Austrálie | Evropská unie | Nizozemsko    | Itálie     | USA                | San Marino   | Španělsko          | Česko      | Spojené království | Německo            | Itálie        | Francie | Portugalsko |             | 303  | 3. místo |
| 2011 | Aprilia Alitalia            | Aprilia | 1. jízda | AUS 2     | EUR 7         | NED 2         | ITA 2      | USA Ret            | RSM 2        | ESP 2              | CZE 2      | GBR 11             | GER DNS            | ITA           | FRA     | POR 4       |             | 303  | 3. místo |
| 2011 | Aprilia Alitalia            | Aprilia | 2. jízda | AUS 2     | EUR DSQ       | NED 2         | ITA 8      | USA 3              | RSM 2        | ESP 1              | CZE 1      | GBR 4              | GER DNS            | ITA           | FRA     | POR 7       |             | 303  | 3. místo |
| 2012 | Aprilia Racing              | Aprilia |          | Austrálie | Itálie        | Nizozemsko    | Itálie     | Spojené království | USA          | San Marino         | Španělsko  | Česko              | Spojené království | Rusko         | Německo | Portugalsko | Francie     | 358  | 1. místo |
| 2012 | Aprilia Racing              | Aprilia | 1. jízda | AUS 1     | ITA 4         | NED 4         | ITA Z      | EUR 5              | USA 3        | RSM 1              | ESP 1      | CZE 6              | GBR Ret            | RUS 3         | GER 1   | POR 4       | FRA Ret     | 358  | 1. místo |
| 2012 | Aprilia Racing              | Aprilia | 2. jízda | AUS 2     | ITA 4         | NED 8         | ITA 5      | EUR 2              | USA 3        | RSM 1              | ESP 4      | CZE 4              | GBR 11             | RUS Ret       | GER 13  | POR 3       | FRA 5       | 358  | 1. místo |

## Zajímavosti
Po Biaggim je pojmenována lávka v obci Doudleby na Českobudějovicku. Závodník přispěl významnou částkou na obnovu lávky po povodních 2002.